# Міжнародні судові органи

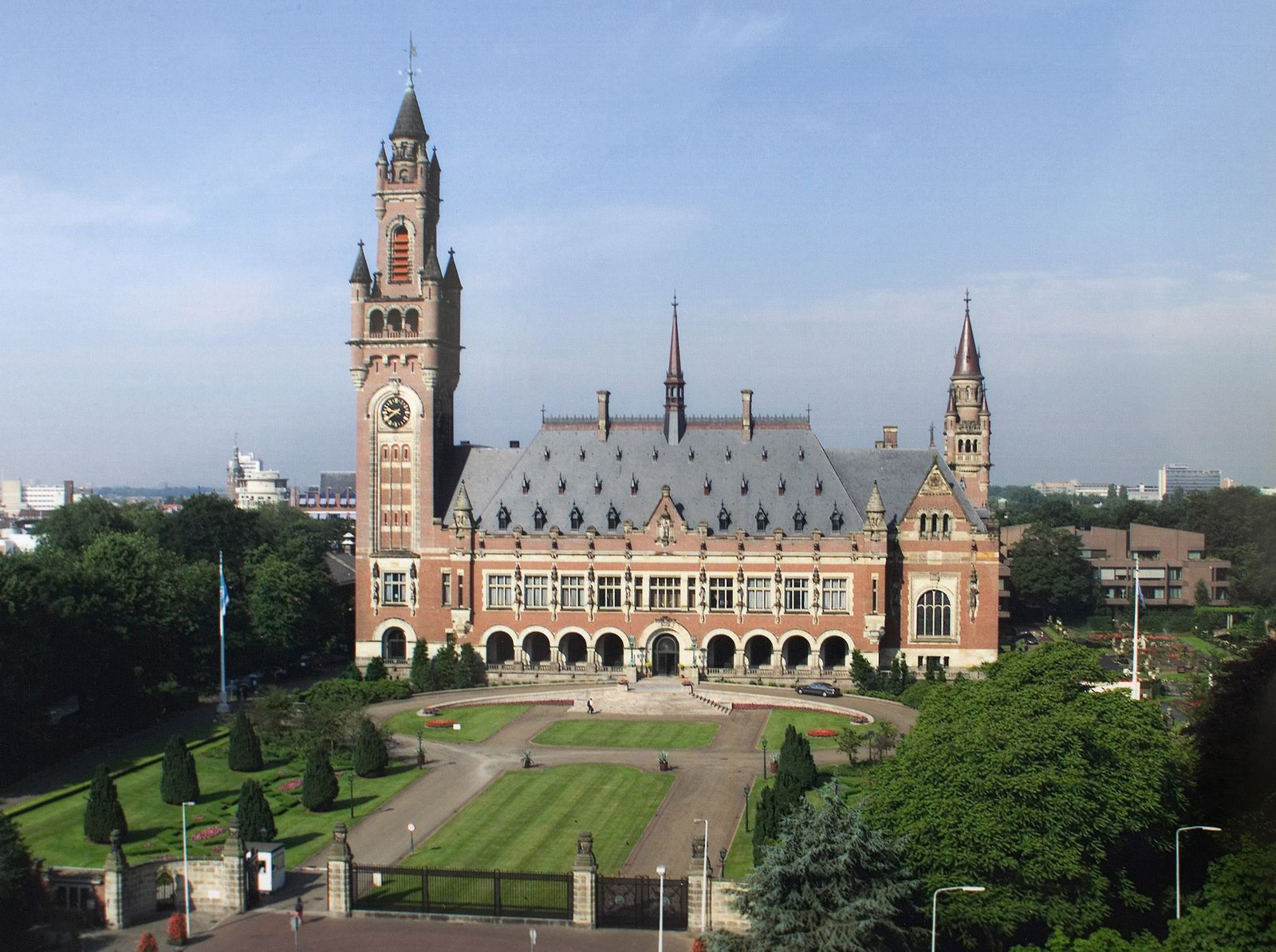
Будівля Міжнародного Суду в Гаазі

Міжнародні Суди — міжнародні судові (квазі-судові) установи, створені на основі статуту (міжнародного договору), функціонують відповідно до їх цілей визначених статутом. Створені для вирішення конфліктів між державами, надання консультативних висновків (МС ООН, ЄСПЛ), врегулювання суперечок між особами приватного права і державами (Трибунал з морського дна).
Міжнародний суд ООН — один з головних органів ООН. Вирішує конфлікти між державами і надає консультативні висновки.